# El Bulli

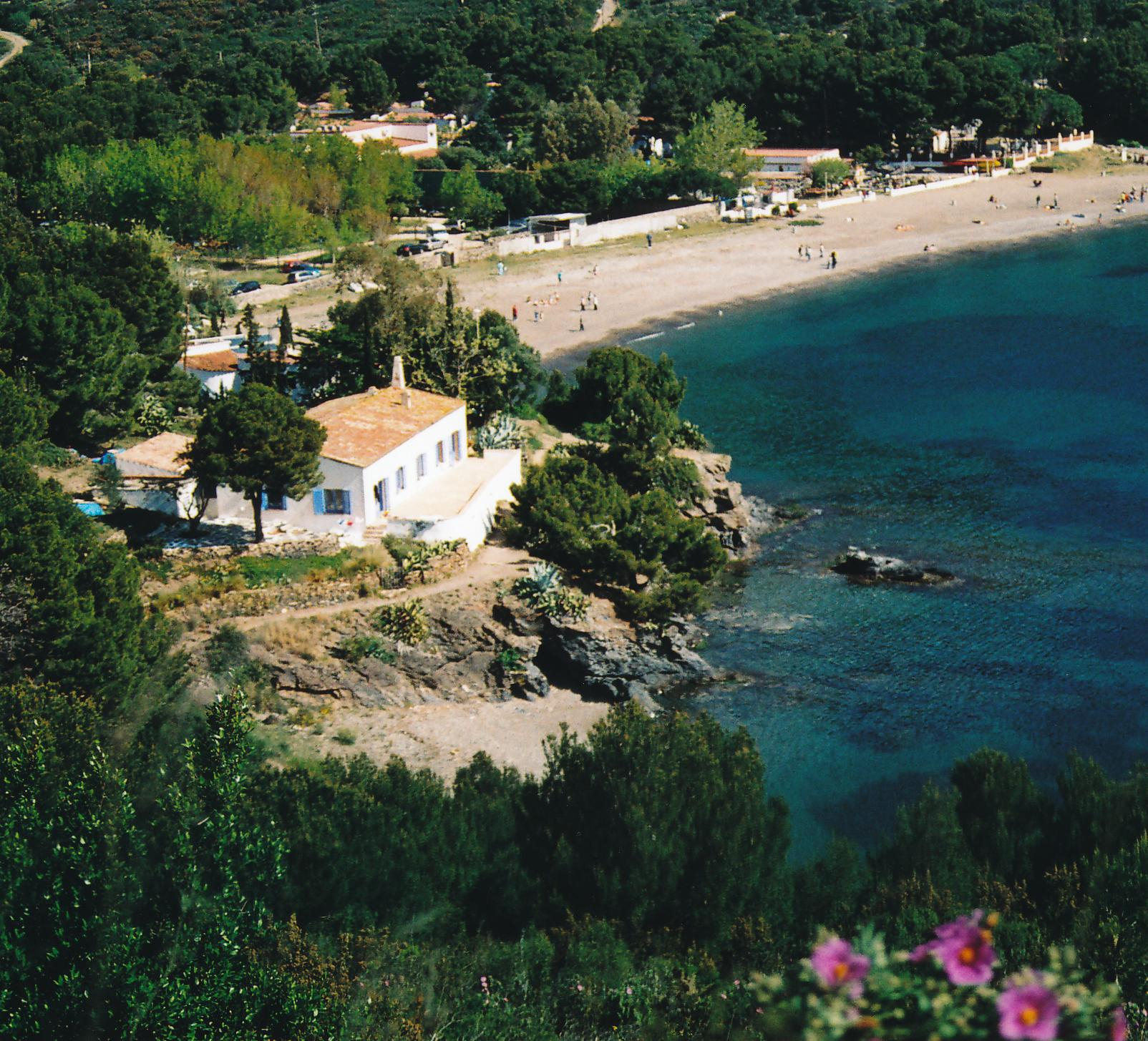
Vista de Cala Montjoi. El Bulli se encuentra al lado de la casa en primer plano.

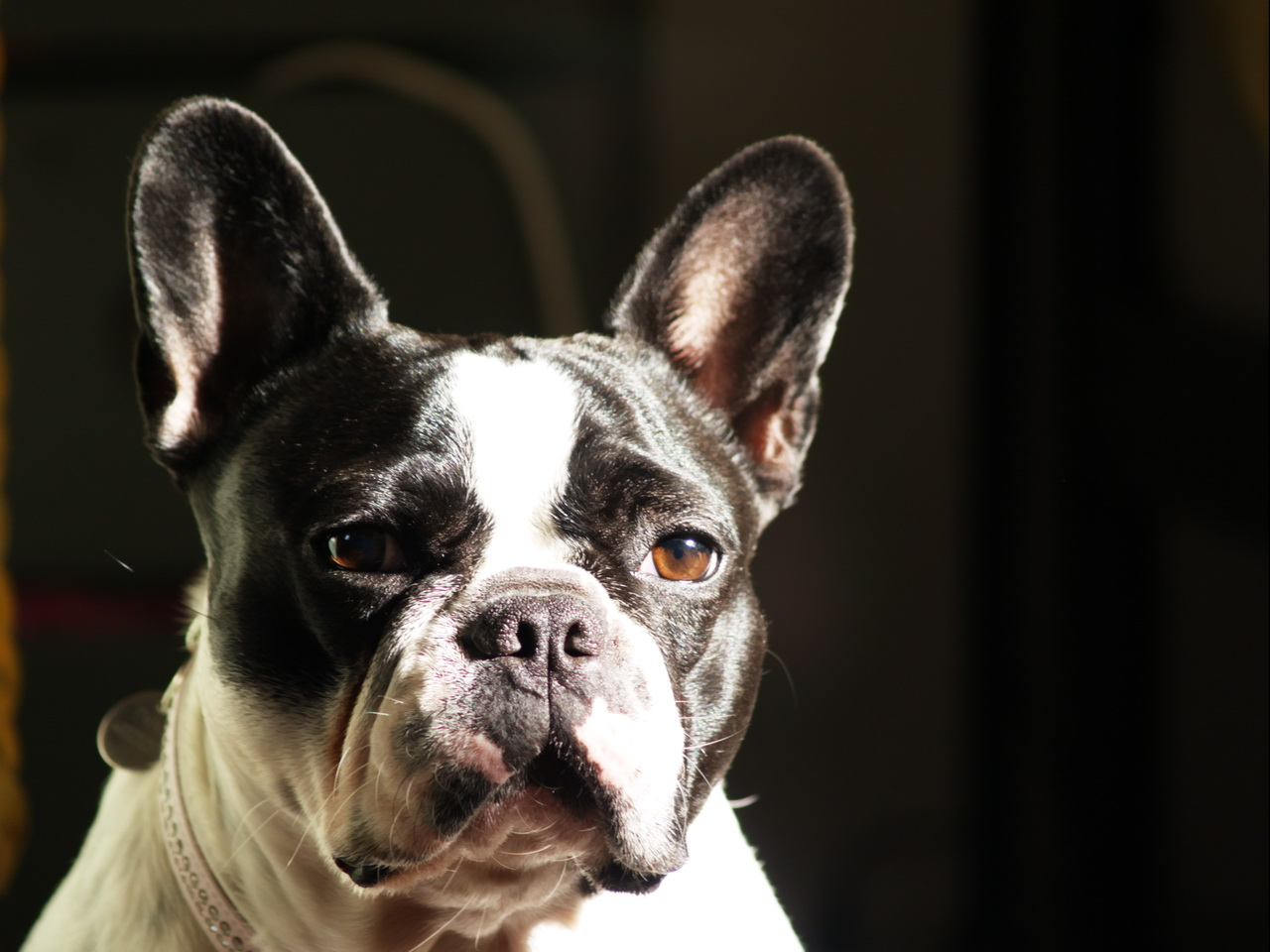
Símbolo del restaurante: un bulldog.

El Bulli fue un restaurante situado en la Cala Montjoi, en la localidad gerundense de Rosas (España) que estuvo abierto entre 1962 y julio de 2011,  sede de los cocineros españoles Ferran Adrià y Albert Adrià. 
Distinguido con tres estrellas por la Guía Michelin, fue considerado también el mejor restaurante del mundo en los años 2002, 2006, 2007, 2008, y 2009 en la lista «The S.Pellegrino The World's 50 Best Restaurants», elaborada por la revista Restaurant.
Consiguió la primera estrella Michelín con Jean-Louis Neichel; en 1981, Juli Soler se incorporó como director y con J. Paul Vinay como chef, consiguió la segunda estrella. Tras la entrada de los hermanos Adrià en 1984, el restaurante logró una tercera estrella Michelín en 1997.
El Bulli cerró como restaurante el 30 de julio de 2011, para reconvertirse en "el Bulli Foundation", una fundación dedicada a la investigación en creación e innovación de la ciencia gastronómica.
En la actualidad es propiedad de los cocineros Albert Adrià y Ferran Adrià.
Por la cocina de El Bulli han pasado algunos chefs de la cocina española actual, como Quim Marqués, Dani García, Paco Roncero, Sergi Arola o José Ramón Andrés Puerta.

## Historia
El restaurante fue creado en 1961 por Hans y Marketta Schilling, un matrimonio alemán, en aquel entonces como bar donde acudían los veraneantes. El negocio fue adoptando el nombre de El Bulli por los perros bulldog del matrimonio, conocidos popularmente como bully en francés. A finales de la década de los 60, a medida que la cocina iba cogiendo entidad, se convirtió en restaurante. A lo largo de los años pasaron diferentes cocineros. Con Jean-Louis Neichel, el Bulli consiguió la primera estrella Michelín. En 1981, Juli Soler se incorpora como director y con J. Paul Vinay como chef, consiguen la segunda estrella en la guía Michelin. En 1984 entró Ferran Adrià, siendo el chef al año siguiente. En 1990 Ferran Adrià y Juli Soler se asocian y consiguen la tercera estrella en la guía Michelin en 1997.
En abril de 2008 fue elegido el mejor restaurante, por tercer año consecutivo, por la revista gastronómica británica Restaurant. Repitió en 2009, siendo pues el mejor restaurante del mundo por cuarto año consecutivo.
En la cumbre gastronómica Madrid Fusión de 2010, Ferran Adrià anunció públicamente que su restaurante, El Bulli, permanecería cerrado al público durante dos años, 2012 y 2013, aunque seguiría abierto como taller de investigación. Durante este periodo, Adrià trabajaría con su equipo en dos centros creativos: «elBullitaller» de la calle Portaferrissa en Barcelona y el propio Bulli, en Cala Montjoi. El 12 de febrero, una entrevista con Ferran Adrià en The New York Times se tituló con el anuncio de que el cierre del restaurante sería definitivo en 2011, apuntando a unas pérdidas anuales de medio millón de euros como motivo inmediato y señalando su intención de crear un centro de estudios de alta cocina avanzada; en una pronta rectificación por parte del cocinero, la única novedad anunciable fue la de la creación de ese centro de estudios, quedando descartado el cierre del local. En julio de 2010, confirmó que la fecha de reapertura del local sería 2014 y que, aunque se servirían comidas de forma ocasional, no sería un restaurante.

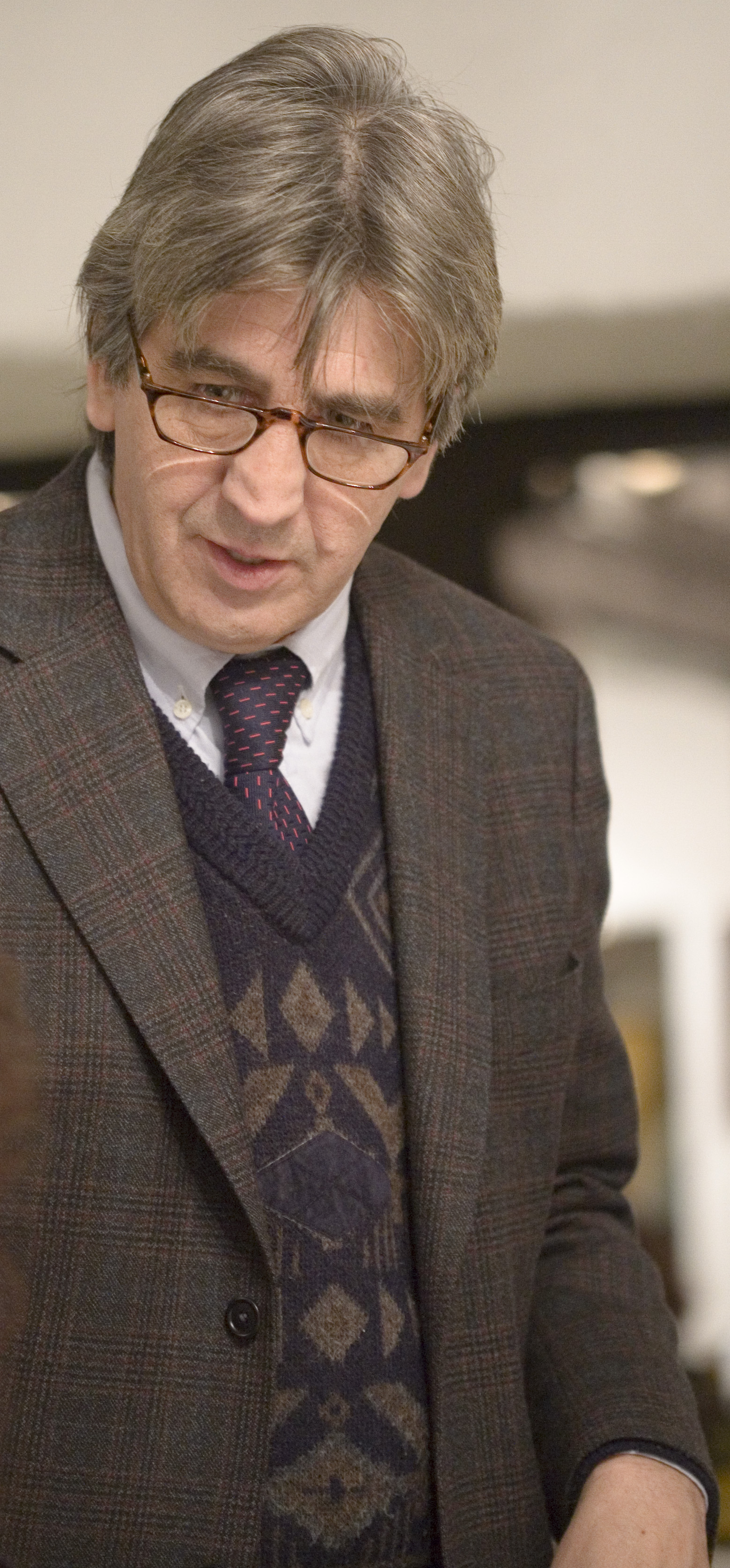
Juli Soler, director y copropietario de El Bulli.

En enero de 2011, Juli Soler, Albert Adriá y su hermano Ferrán Adriá presentaron ante los medios en Madrid Fusión la fundación elBulli Foundation, dando a 2014 como el año de comienzo de sus actividades, indicando que la ubicación sería la misma de El Bulli.
El 31 de julio de 2011 el restaurante El Bulli cierra definitivamente: "elBullirestaurante ha cerrado sus puertas y ha pasado a convertirse en elBullifoundation. En elBullifoundation no se admiten reservas, ni ahora ni después de su apertura". Por sus fogones han pasado muchos reputados cocineros: René Redzepi, propietario del restaurante Noma en Copenhague;  Andoni Luis Aduriz, creador de Mugaritz; José Andrés propietario de una cadena de restaurantes, Joan Roca, propietario de El Celler de Can Roca con sus dos hermanos, o personajes como Grant Achatz, Massimo Botura y Christian Lutaud entre otros muchos.
A partir de ese momento nace elBulliFoundation con el lema «Libertad para crear» y con dos claros objetivos; ser el archivador de elBullirestaurant, tanto a nivel físico (documentos, libros, objetos) como digital con la idea de crear ycompartir ideas y hallazgos utilizando Internet como canal de soporte y difusión.
La Fundación ha sido creada por los hermanos Adriá. En la actualidad es de carácter privado (funciona con los ingresos de Ferrá y Juli). 

### Etapas de El Bulli
- 1963: Hans y Marketta Schilling (propietarios hasta 1994) José Lozano (Cocinero)
- 1964: Otto Müller (Jefe de cocina)
- 1967: Fritz Kreis (Jefe de sala)
- 1968: Manfred Hüschelrath (Jefe de cocina), Gabi Amann (Jefa de sala)
- 1970: Urs Müller (Director), Oki Bouillard (Jefe de cocina)
- 1975: Urs Müller (Director), Jean-Louis Neichel (Jefe de cocina)
- 1981: Juli Soler (Director), Jean-Paul Vinay (Jefe de cocina)
- 1984: Juli Soler (Director), Ferran Adrià y Christian Lutaud (Jefes de cocina)
- 1987: Juli Soler (Director), Ferran Adrià (Jefe de cocina)
- 1990: Juli Soler (Director y copropietario), Ferran Adrià (Jefe de cocina y copropietario), Toni Gerez (Jefe de sala), Xavier Sacristà (Responsable de cocina), Albert Adrià (Responsable pastelería)
- 1994: Juli Soler (Director y copropietario), Ferran Adrià (Jefe de cocina y copropietario),

Lluís García y Lluís Biosca, (Jefes de sala), Marc Cuspinera (Responsable de cocina), Albert Adrià (Responsable pastelería), Agustí Peris (Sommelier)
- 1997:Juli Soler (Director y copropietario), Ferran Adrià (Jefe de cocina y copropietario),

Lluís García y Lluís Biosca (Jefes de sala), Marc Cuspinera y Eduard Bosch (Responsable de cocina), Albert Adrià (Responsable pastelería), Agustí Peris (Sommelier)
- 1999: Juli Soler (Director y copropietario), Ferran Adrià (Jefe de cocina y copropietario),

Lluís García y Lluís Biosca (Jefes de sala), Eduard Bosch (Responsable de cocina), Albert Adrià (Responsable pastelería), Eloi Sánchez (Sommelier)
- 2001: Juli Soler (Director y copropietario), Ferran Adrià (Jefe de cocina y copropietario),

Lluís García y Lluís Biosca (Jefes de sala), Albert Raurich (Responsable de cocina), Albert Adrià (Responsable pastelería), Eloi Sánchez (Sommelier)
- 2002: Juli Soler (Director y copropietario), Ferran Adrià (Jefe de cocina y copropietario),

Lluís García y Lluís Biosca (Jefes de sala), Albert Raurich (Responsable de cocina), Albert Adrià (Responsable pastelería), Ferran Centelles Lucas Payà y David Seijas (Sommelier)
- 2004: Juli Soler (Director y copropietario), Ferran Adrià (Jefe de cocina y copropietario),

Lluís García y Lluís Biosca (Jefes de sala), Albert Raurich (Responsable de cocina), Albert Adrià (Responsable pastelería), Ferran Centelles y Lucas Payà (Sommelier)
- 2007:Juli Soler (Director y copropietario), Ferran Adrià (Jefe de cocina y copropietario),

Lluís García y Lluís Biosca (Jefes de sala), Oriol Castro y Eduard Xatruch (Responsables de cocina),  Albert Adrià (Responsable pastelería), Ferran Centelles y David Seijas (Sommelier)
- 2009 - 2011: Juli Soler (Director y copropietario), Ferran Adrià (Jefe de cocina y copropietario),

Lluís García y Lluís Biosca (Jefes de sala), Oriol Castro y Eduard Xatruch (Responsables de cocina),  Mateu Casañas (Responsable pastelería), Ferran Centelles y David Seijas (Sommelier)

## Premios, distinciones, reconocimientos y galardones
El Bulli ha sido elegido como mejor restaurante del mundo durante varios años.
Estos galardones y distinciones han sido otorgados a Ferran Adrià, Juli Soler, Albert Adrià y al equipo de El Bulli.

### Calificación en guías gastronómicas año 2011 (último año que abrió al público)
- Tres Estrellas en la Guía Michelin (1997-2011)

### Premios
- 1990 Premio Nacional al Mejor Director de Sala a Juli Soler. Otorgado por: Academia Nacional de Gastronomía.
- 1992 Premio Nacional de Gastronomía al Mejor Jefe de Cocina a Ferran Adrià. Otorgado por: Academia Nacional de Gastronomía-
- 1994 Grand Prix de L'Art de la Cuisine. Otorgado por: Academia Internacional de Gastronomía
- 1996 Clé d'Or de la Gastronomie. Otorgado por: Gault-Millau
- Restaurante del Año. Otorgado por: Club de Gourmets.
- 1997 Medalla al Mérito Turístico de Cataluña. Otorgado por: Generalidad de Cataluña.
- 1998 Premio al Mejor Maître a Juli Soler. Otorgado por: Gourmetour.
- Premio Metopolis a la Innovación. Otorgado por: Metopolis
- 1999 Premio Giorgio Fini. Otorgado por: Città di Modena

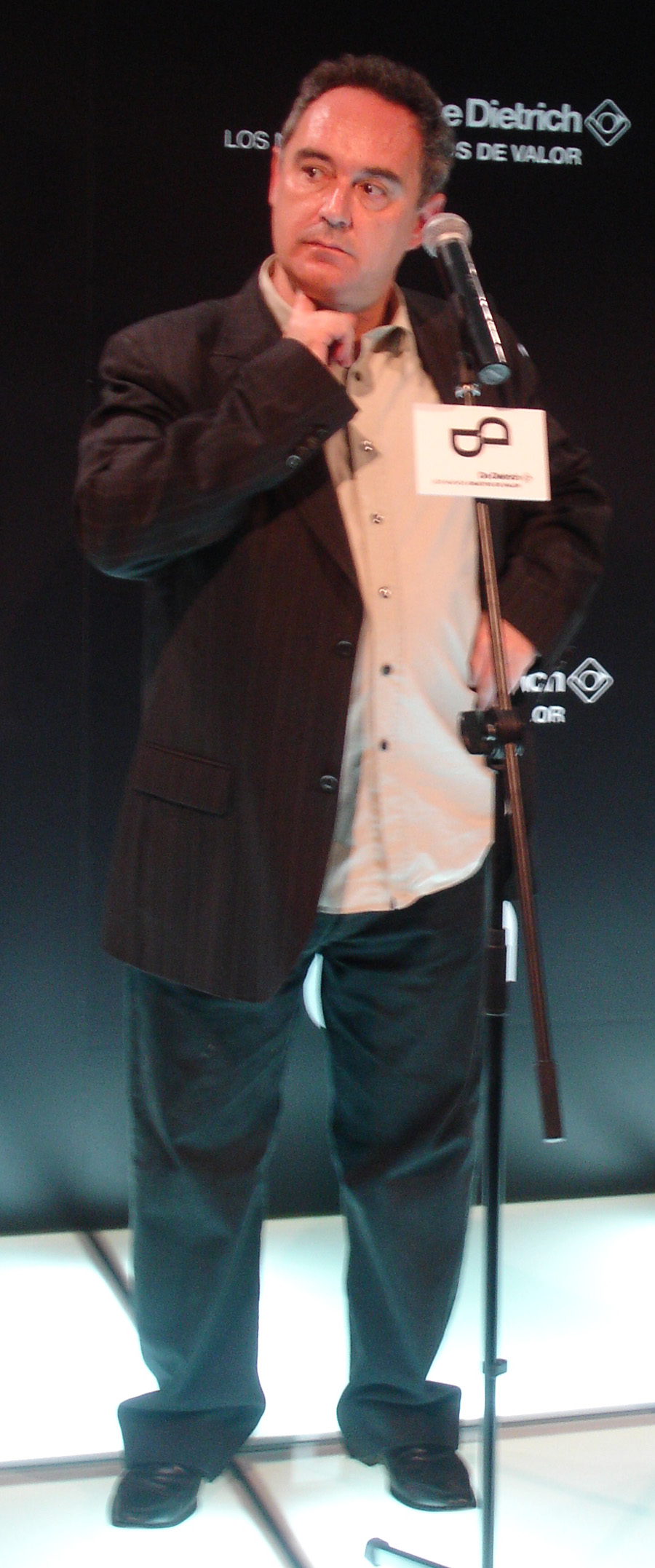
Ferran Adrià en la presentación de "De Dietrich".

- Mejor Cocinero del Año. Otorgado por: Gourmetour
- 2001 Ceretto. Otorgado por: Fundación Ceretto
- Humanidad Ciudad de Hospitalet. Otorgado por: Ayuntamiento de Hospitalet de Llobregat
- FAD. Otorgado por: FAD
- Ángel de Bronce de la Comunicación en Cataluña. Otorgado por: Escuela Superior de Relaciones Públicas (Gerona, España)
- Corazón de Oro. Otorgado por: Fundación Española del Corazón.
- 2002 Cruz de San Jorge. Otorgado por: Generalidad de Cataluña.
- Medalla de Oro al Mérito Turístico. Otorgado por: Gobierno Español.
- Medalla de Oro al Mérito Turístico. Otorgado por: Generalidad de Cataluña.
- Mejor Restaurante del Mundo. Otorgado por: The Restaurant Magazine
- 2003 Silver Spoon. Otorgado por: Food Arts.
- Premio Protagonistas en la categoría de Gastronomía. Otorgado por: Onda Cero Radio. Programa de Luis del Olmo
- Catalán del Año 2003. Otorgado por: El Periódico de Cataluña
- Premio Ciudad de Barcelona. Otorgado por: Ayuntamiento de Barcelona.
- 2004 Embajador de la Marca España (Categoría Cultura). Otorgado por: Foro de Marcas Renombradas Españolas (Ministerio de Industria, Comercio y Turismo e Instituto Español de Comercio Exterior).
- Hijo predilecto de la Ciudad de Hospitalet. Otorgado por: Ayuntamiento de Hospitalet de Llobregat.
- 2005 Preisträger Ferran Adrià Sektion Große Kochkunst. Otorgado por: Witzigmann Preis
- 2006 Premio a Ferran Adrià en reconocimiento a su aportación en la difusión de la gastronomía española en el mundo en los últimos 20 años. Otorgado por: Spain Gourmetour.
- Mejor Restaurante del Mundo. Otorgado por: The Restaurant Magazine.
- III Premio Diálogo a la Amistad Hispano-Francesa. Otorgado por: Asociación Diálogo.
- Premio Lucky Strike Award de diseño. Otorgado por: Fundación Raymond Loewy.
- 2007 Mejor Restaurante del Mundo. Otorgado por: The Restaurant Magazine
- The White Guide Gastronomy Award. Otorgado por: The White Guide
- Medalla de Oro del Mérito Europeo. Otorgado por: la Fundación del Mérito Europeo, Comunidad Europea.
- Primer Premio Internacional Reyno de Navarra de Gastronomía. Otorgado por: Congreso internacional sobre las verduras, Pamplona.
- Medalla de Oro al Mérito de las Bellas Artes. Otorgado por: Ministerio de Cultura de España
- 2008 Mejor restaurante del mundo. Otorgado por: The Restaurant Magazine
- Premio Nacional de Hostelería. Otorgado por: Federación Española de Hostelería y restauración.
- Premio Don Quijote. Otorgado por: Academia de Gastronomía de Castilla-La Mancha

### Reconocimientos
- 2003 Presidente del Bocuse d'Or.
- Portada en el magacín del periódico The New York Times, el 10 de agosto.[20]
- 2004 Portada en el dominical del diario Le Monde, que representa el máximo reconocimiento por la primera gastronomía mundial
- Portada de la revista Time, considerando a Ferran Adrià como una de las 100 personas más influyentes del mundo.
- La Casa Real Española elige a Ferran Adrià junto a Juan Mari Arzak, para la elaboración de la cena de gala ofrecida a las familias reales del mundo, la noche anterior al enlace del príncipe Felipe y doña Letizia.
- Ferran Adrià, Preside el Comité Asesor de Alicia (Alimentación y Ciencia). Proyecto de Caixa de Manresa en el Monasterio de Sant Benet. Se trata de un proyecto único, en el que se trabaja para una mejor alimentación en el futuro.
- El Foro Marcas Renombradas Españolas le nombra embajador de la Marca Española en la categoría de Cultura junto a Juan Antonio Samaranch, Amancio Ortega, José Carreras, El País, Severiano Ballesteros y Valentí Fuster.
- 2005 Se crea la Cátedra Ferran Adrià de Cultura Gastronómica y Ciencias de la Alimentación en la Universidad Camilo José Cela de Madrid.
- 2006 En Madrid Fusión, 60 periodistas de todo el mundo, establecen una lista de Los Diez Cocineros más Influyentes de los últimos diez años, y eligen a Ferran Adrià en primer lugar.
- 2007 El 16 de junio se inaugura la muestra de arte Documenta 12, a la que se ha invitado a Ferran Adrià. La intervención consiste en convertir elBullirestaurante, en cala Montjoi, en el pabellón G de Documenta, lo que constituye una respuesta a la contextualización del mundo de la cocina de vanguardia en el mundo del arte.
- En diciembre, la Facultad de Química de la Universidad de Barcelona concede a Ferran Adrià el doctoradohonoris causa, a propuesta del catedrático Claudi Mans.
- 2008 En el mes de febrero se proyectan en el festival de cine Berlinale dos películas inspiradas en la trayectoria de Ferran Adrià, en la sección sobre cine culinario. Ferran participa en un debate en este marco.
- La universidad de Aberdeen, en Escocia, a propuesta del profesor Christopher Fynsk, del Centro de Pensamiento Moderno de esta institución, concede el doctorado honoris causa en Humanidades a Ferran Adrià, a quien compara, por su influencia, con Picasso y Miró.

## Obras publicadas
- El Bulli 1983-1993 (con Juli Soler y Albert Adrià)
- El Bulli: el sabor del Mediterráneo, 1993, ISBN 84-7596-415-X
- Los secretos de El Bulli, 1997, ISBN 448710002
- El Bulli 1994-1997 (con Juli Soler y Albert Adrià)
- Cocinar en 10 minutos con Ferran Adrià, 1998, ISBN 84-605-7628-0
- Celebrar el milenio con Arzak y Adrià (con Juan Mari Arzak), 1999, ISBN 84-8307-246-7
- El Bulli 1998-2002 (con Juli Soler y Albert Adrià), Conran Octopus, 2003, ISBN 1-84091-346-0; Ecco, 2005, ISBN 0-06-081757-7
- Texte et Prétexte à Textures (Agnès Viénot), 2003, ISBN-13 : 978-2914645294 (de Oscar Caballero, primer libro en francés sobre elBulli –traducido en inglés y castellano)
- El Bulli 2003-2004 (con Juli Soler y Albert Adrià), Ecco, 2006, ISBN 0-06-114668-4
- FOOD for thought THOUGHT for food (El Bulli y Ferran Adrià), 2009 Actar Editorial, ISBN 978-84-96954-68-7